# Hexe Lilli
Hexe Lilli ist eine Kinderbuchreihe von Knister (bürgerlicher Name Ludger Jochmann), gezeichnet von der Berliner Grafikerin Birgit Rieger. Es entstand auch eine Zeichentrickserie und Kinofilme zur Reihe.

## Geschichte
Die Bücher rund um Hexe Lilli erscheinen seit 1992 im Würzburger Arena Verlag. Der erste Band heißt Hexe Lilli zaubert Hausaufgaben. Seitdem können der Autor Knister und die Illustratorin Birgit Rieger auf eine lange Erfolgsgeschichte zurückblicken: Mehr als 22 Bände umfasst die Reihe, neben der originären Hexe Lilli-Serie gibt es Hexe Lilli für Erstleser sowie Sachwissen-Bücher, Quizspiele, Hörbücher, Lernspiele und zweisprachige Ausgaben in Englisch und Türkisch. Bis heute wurden die Bücher weltweit mehr als 17 Millionen Mal verkauft. Sie wurden in 38 Sprachen übersetzt und auch als Zeichentrickserie und in den Kinofilmen Hexe Lilli – Der Drache und das magische Buch (2009), Hexe Lilli – Die Reise nach Mandolan (2011) und Hexe Lilli rettet Weihnachten (2017) umgesetzt. Der Kinofilm Der Drache und das magische Buch wurde im Rahmen des Deutschen Filmpreises 2009 in der Kategorie Bester Kinder- und Jugendfilm nominiert. Ziel der Geschichten ist durch Phantasie und Abenteuer Kinder zum Lesen anzuregen, Kindern neue Lesewelten zu eröffnen und ihre Phantasie zu entwickeln.

## Figuren
Lilli ist eigentlich ein ganz normales  Mädchen. Glaubt sie jedenfalls, bis sie ein magisches Buch in ihrem Zimmer findet, das sie zur Hexe macht. In ihren Geschichten geht es immer darum, dass Lilli durch ihre Hexerei in ein Abenteuer stolpert.
Leon ist Lillis jüngerer Bruder, der meistens nervt, den sie aber doch sehr gern hat. Er ist oft an Lillis Hexenabenteuern beteiligt.
Lillis & Leons Mutter ist meistens nicht zuhause, nimmt Leon meist in Schutz, liebt ihre Kinder sehr.
Hektor, der kleine tollpatschige Drache, ist Lillis Freund und Experte für Magisches und Zauberei.
Surulunda Knorx ist eine alte Hexe, die Lilli zu ihrer Nachfolgerin ausersehen hat.

## Hexe Lilli-Titel

### Kinderbuch (Reihenfolge bis 08/2014)
- 0: Hexe Lilli und das Buch des Drachen, ISBN 978-3-401-06142-9
- 1: Hexe Lilli stellt die Schule auf den Kopf, ISBN 978-3-401-04491-0
- 2: Hexe Lilli macht Zauberquatsch, ISBN 978-3-401-04492-7
- 3: Hexe Lilli und der Zirkuszauber, ISBN 978-3-401-04534-4
- 4: Hexe Lilli bei den Piraten, ISBN 978-3-401-04547-4
- 5: Hexe Lilli und der Weihnachtszauber, ISBN 978-3-401-04551-1
- 6: Hexe Lilli wird Detektivin, ISBN 978-3-401-04631-0
- 7: Hexe Lilli im wilden Wilden Westen, ISBN 978-3-401-04687-7
- 8: Hexe Lilli und das wilde Indianerabenteuer, ISBN 978-3-401-04764-5
- 9: Hexe Lilli im Fußballfieber, ISBN 978-3-401-04569-6
- 10: Hexe Lilli und das Geheimnis der Mumie, ISBN 978-3-401-04935-9
- 11: Hexe Lilli und das Geheimnis der versunkenen Welt, ISBN 978-3-401-05063-8
- 12: Hexe Lilli und das magische Schwert, ISBN 978-3-401-05265-6
- 13: Hexe Lilli auf Schloss Dracula, ISBN 978-3-401-05312-7
- 14: Hexe Lilli auf der Jagd nach dem verlorenen Schatz, ISBN 978-3-401-05550-3
- 15: Hexe Lilli und der Ritter auf Zeitreise, ISBN 978-3-401-05951-8
- 16: Hexe Lilli und der schreckhafte Wikinger, ISBN 978-3-401-05371-4
- 17: Hexe Lilli im Land der Dinosaurier, ISBN 978-3-401-06058-3
- 18: Hexe Lilli fliegt zum Mond, ISBN 978-3-401-06141-2
- 19: Hexe Lilli in Lilliput, ISBN 978-3-401-06355-3
- 20: Hexe Lilli und Hektors verzwickte Drachenprüfung, ISBN 978-3-401-06371-3
- 21: Hexe Lilli – Die Reise nach Mandolan, ISBN 978-3-401-06526-7
- 22: Hexe Lilli im Wunderland, ISBN 978-3-401-06710-0

### Kinderbuch (Reihenfolge ab 09/2014)
- 1: Hexe Lilli stellt die Schule auf den Kopf, ISBN 978-3-401-06937-1
- 2: Hexe Lilli macht Zauberquatsch, ISBN 978-3-401-06938-8
- 3: Hexe Lilli und der Zirkuszauber, ISBN 978-3-401-06939-5
- 4: Hexe Lilli bei den Piraten, ISBN 978-3-401-06940-1
- 5: Hexe Lilli wird Detektivin, ISBN 978-3-401-06941-8
- 6: Hexe Lilli im Fußballfieber, ISBN 978-3-401-06942-5
- 7: Hexe Lilli und das Geheimnis der Mumie, ISBN 978-3-401-06943-2
- 8: Hexe Lilli und das Geheimnis der versunkenen Welt, ISBN 978-3-401-06944-9
- 9: Hexe Lilli und das magische Schwert, ISBN 978-3-401-06945-6
- 10: Hexe Lilli auf Schloss Dracula, ISBN 978-3-401-06946-3
- 11: Hexe Lilli auf der Jagd nach dem verlorenen Schatz, ISBN 978-3-401-06947-0
- 12: Hexe Lilli und der Ritter auf Zeitreise, ISBN 978-3-401-06948-7
- 13: Hexe Lilli und der schreckhafte Wikinger, ISBN 978-3-401-06949-4
- 14: Hexe Lilli im Land der Dinosaurier, ISBN 978-3-401-06950-0
- 15: Hexe Lilli fliegt zum Mond, ISBN 978-3-401-06951-7
- 16: Hexe Lilli in Lilliput, ISBN 978-3-401-06952-4
- 17: Hexe Lilli und Hektors verzwickte Drachenprüfung, ISBN 978-3-401-06953-1
- 18: Hexe Lilli im Wunderland, ISBN 978-3-401-06954-8
- 19: Hexe Lilli wird Prinzessin, ISBN 978-3-401-06326-3
- 20: Hexe Lilli und das leuchtende Einhorn, ISBN 978-3-401-71189-8
- 21: Hexe Lilli auf der Ponyinsel, ISBN 978-3-401-70895-9
- 22: Hexe Lilli und die verzauberte Klassenfahrt, ISBN 978-3-401-71479-0
- 23: Hexe Lilli auf magischer Rettungsmission, ISBN 978-3-401-71570-4

### Kinderbuch (Filmausgaben)
- 1: Hexe Lilli – Der Drache und das magische Buch, ISBN 978-3-401-06288-4
- 2: Hexe Lilli – Die Reise nach Mandolan, ISBN 978-3-401-06496-3
- 3: Hexe Lilli rettet Weihnachten, ISBN 978-3-401-70946-8

### Für Erstleser
- 1: Hexe Lilli zaubert Hausaufgaben, ISBN 978-3-401-07421-4
- 2: Hexe Lilli feiert Geburtstag, ISBN 978-3-401-07544-0
- 3: Hexe Lilli und der Vampir mit dem Wackelzahn, ISBN 978-3-401-08185-4
- 4: Hexe Lilli und der verrückte Ritter, ISBN 978-3-401-08647-7
- 5: Hexe Lilli und die wilden Dinos, ISBN 978-3-401-08791-7
- 6: Hexe Lilli und das verzauberte Fußballspiel, ISBN 978-3-401-08900-3
- 7: Hexe Lilli entdeckt Amerika, ISBN 978-3-401-08999-7
- 8: Hexe Lilli und der verflixte Gespensterzauber, ISBN 978-3-401-09170-9
- 9: Hexe Lilli und der Pirat in der Badewanne, ISBN 978-3-401-09368-0
- 10: Hexe Lilli und der kleine Eisbär Knöpfchen, ISBN 978-3-401-09474-8
- 11: Hexe Lilli und der geheimnisvolle Flaschengeist Suki, ISBN 978-3-401-09787-9
- 12: Hexe Lillis lustigste Witze für Erstleser, ISBN 978-3-401-09694-0
- 13: Hexe Lilli und der kleine Delfin, ISBN 978-3-401-70004-5
- 14: Hexe Lilli und der verzauberte Goldesel, ISBN 978-3-401-70216-2
- 15: Hexe Lilli – Ein zauberhafter erster Schultag, ISBN 978-3-401-70388-6
- 16: Hexe Lilli und die Gruselmonsterparty, ISBN 978-3-401-70551-4
- 17: Hexe Lilli und die wilde Westernreiterin, ISBN 978-3-401-70711-2
- 18: Hexe Lilli – Hilfe! Die Murze kommen!, ISBN 978-3-401-70855-3
- 19: Hexe Lilli und der magische Tierzauber, ISBN 978-3-401-70941-3
- 20: Hexe Lilli – Ein zauberhaftes Schulfest, ISBN 978-3-401-71180-5
- 21: Hexe Lilli und das kleinste Pony der Welt, ISBN 978-3-401-71387-8
- 22: Hexe Lilli und der Elfenzauber, ISBN 978-3-401-71566-7
- 23: Hexe Lilli und das winzige Meermädchen, ISBN 978-3-401-71613-8
- 24: Hexe Lilli und der wilde Einhorn-Zauber, ISBN 978-3-401-71876-7

### Fremdsprachig
- 1: Let’s read English – Lilli the Witch – Magic Homework, ISBN 978-3-401-08790-0
- 2: Let’s read English – Lilli the Witch and the Wild Dinosaurs, ISBN 978-3-401-08949-2
- 3: Let’s read English – Lilli the Witch and the Birthday Party, ISBN 978-3-401-09226-3

- 1: Lilli the Witch – Trouble at School, ISBN 978-3-401-02850-7 (englisch)
- 2: Lilli the Witch at Vampire Castle, ISBN 978-3-401-02425-7 (englisch)

- 1: Cadı Lilli İle Vahşi Dinozorlar / Hexe Lilli und die wilden Dinosaurier, ISBN 978-3-401-02426-4 (Zweisprachige Schulausgabe deutsch-türkisch)

- 1: Kika Superbruja y los piratas, ISBN 978-8421634219 (spanisch)
- 2: Kika Superbruja y la ciudad sumergida, ISBN 978-8421637463 (spanisch)

- 1: Tina Superbruixa boja pel futbol, ISBN 978-8483041703 (katalanisch)

### Sachwissen
- 1: Hexe Lillis Sachwissen – Dinosaurier, ISBN 978-3-401-09058-0
- 2: Hexe Lillis Sachwissen – Piraten, ISBN 978-3-401-09059-7
- 3: Hexe Lillis Sachwissen – Das alte Ägypten, ISBN 978-3-401-09104-4
- 4: Hexe Lillis Sachwissen – Die Ritterburg, ISBN 978-3-401-09218-8
- 5: Hexe Lillis Sachwissen – Pferde, ISBN 978-3-401-09260-7
- 6: Hexe Lillis Sachwissen – Delfine und Wale, ISBN 978-3-401-09387-1
- 7: Hexe Lillis Sachwissen – Sterne und Planeten, ISBN 978-3-401-09421-2

### Lernspiel und Beschäftigung
- 1: Bingo Arbeitsheft – Hexe Lilli und der verrückte Ritter, ISBN 978-3-401-41349-5
- 2: Bingo Arbeitsheft – Hexe Lilli feiert Geburtstag, ISBN 978-3-401-41369-3
- 3: Bingo Arbeitsheft – Hexe Lilli und die wilden Dinos, ISBN 978-3-401-41404-1
- 4: Bingo Arbeitsheft – Hexe Lilli und der Vampir mit dem Wackelzahn, ISBN 978-3-401-41407-2
- 5: Bingo Arbeitsheft – Hexe Lilli und das verzauberte Fußballspiel, ISBN 978-3-401-41437-9
- 6: Bingo Arbeitsheft – Hexe Lilli entdeckt Amerika, ISBN 978-3-401-41452-2

- 1: Hexe Lilli Quiz – Können Fische Wasser trinken?, ISBN 978-3-401-09371-0
- 2: Hexe Lilli Quiz – Können Kichererbsen lachen?, ISBN 978-3-401-09372-7
- 3: Hexe Lilli Quiz – Warum leuchten Glühwürmchen?, ISBN 978-3-401-09441-0
- 4: Hexe Lilli Quiz – Können Vögel rückwärts fliegen?, ISBN 978-3-401-09571-4

- 1: Hexe Lilli Rechen-Puzzle – Plus und Minus bis 20, ISBN 978-3-401-41409-6
- 2: Hexe Lilli Rechen-Puzzle – Plus und Minus bis 100, ISBN 978-3-401-41410-2
- 3: Hexe Lilli Rechen-Puzzle – Mal und Geteilt bis 100, ISBN 978-3-401-41430-0
- 4: Hexe Lilli Buchstaben-Alphabet, ISBN 978-3-401-41445-4

### Sonstiges
- 1: Hexe Lilli Poesiealbum, ISBN 978-3-401-05690-6
- 2: Hexe Lilli Notizbuch, ISBN 978-3-401-05913-6
- 3: Hexe Lilli Hausaufgabenheft, ISBN 978-3-401-05959-4
- 4: Hexe Lilli – Der Drache und das magische Buch Hausaufgabenheft, ISBN 978-3-401-06450-5
- 5: Hexe Lilli Tagebuch, ISBN 978-3-401-05711-8
- 6: Hexe Lilli Fotoalbum, ISBN 978-3-401-05960-0
- 7: Hexe Lilli Postkarten, ISBN 978-3-401-05824-5
- 8: Hexe Lilli Schulfreundebuch (blau), ISBN 978-3-401-06207-5
- 9: Hexe Lilli Schulfreundebuch (pink), ISBN 978-3-401-05633-3
- 10: Hexe Lilli bei den Piraten (Sonderausgabe), ISBN 978-3-401-06298-3
- 11: Hexe Lilli und das Geheimnis der versunkenen Welt (Sonderausgabe), ISBN 978-3-401-06106-1
- 12: Hexe Lilli und der Ritter auf Zeitreise (Sonderausgabe), ISBN 978-3-401-06300-3
- 13: Hexe Lilli Expertenbuch, ISBN 978-3-401-06105-4
- 14: Hexe Lilli Schülerkalender, ISBN 978-3-401-06250-1
- 15: Hexe Lillis Partyzauber – Tolle Ideen für Kinderfeste, ISBN 978-3-401-02442-4
- 16: Hexe Lillis Lieblingswitze, ISBN 978-3-401-50132-1
- 17: Hexe Lillis witzigste Schülersprüche, ISBN 978-3-401-50133-8
- 18: Hexe Lillis Geheime Zauberschule – Hexenleichte Zaubertricks, ISBN 978-3-401-05500-8
- 19: Weihnachtszeit – Zauberzeit mit Hexe Lilli – Tolle Ideen zum Basteln und Spielen, ISBN 978-3-401-04770-6
- 20: Hexe Lilli Computerspiel – Abenteuer im Königsschloss, ISBN 978-3-401-06050-7

### Bücher zur Fernsehserie
- 1: Zauberrätsel – Auf der Ritterburg, ISBN 978-3-401-45351-4
- 2: Zauberrätsel – Im Spukschloss, ISBN 978-3-401-45352-1
- 3: Zauberrätsel – Im Reich der Tiere, ISBN 978-3-401-45353-8
- 4: Zauberrätsel – Auf Abenteuerreise, ISBN 978-3-401-45354-5
- 5: Zauberrätsel – Die Superdetektivin, ISBN 978-3-401-45361-3
- 6: Zauberrätsel – Im Märchenschloss, ISBN 978-3-401-45362-0

- 1: Malbuch – Lilli im Dinoland, ISBN 978-3-401-08855-6
- 2: Malbuch – Lilli und die Wikinger, ISBN 978-3-401-08856-3
- 3: Malbuch – Lilli und Robin Hood, ISBN 978-3-401-08857-0
- 4: Malbuch – Lilli bei den Azteken, ISBN 978-3-401-08858-7

- 1: Zauberhafter Malspaß – Der Goldschatz, ISBN 978-3-401-45355-2
- 2: Zauberhafter Malspaß – Im Märchenland, ISBN 978-3-401-45356-9
- 3: Zauberhafter Malspaß – Bei den Steinzeitmenschen, ISBN 978-3-401-45357-6
- 4: Zauberhafter Malspaß – In der Zauberschule, ISBN 978-3-401-45358-3
- 5: Zauberhafter Malspaß – Im Elfenreich, ISBN 978-3-401-45363-7
- 6: Zauberhafter Malspaß – Bei den Piraten, ISBN 978-3-401-45364-4

- 1: Für Leseanfänger: Hexe Lilli im Reich der Drachen, ISBN 978-3-401-45347-7 (von Annett Stütze)
- 2: Für Leseanfänger: Hexe Lilli – Die Reise zu den Elfen, ISBN 978-3-401-45348-4 (von Annett Stütze)
- 3: Für Leseanfänger: Hexe Lilli – Die geheimnisvolle Pirateninsel, ISBN 978-3-401-45349-1 (von Annett Stütze)
- 4: Für Leseanfänger: Hexe Lilli – Im Land der magischen Geheimnisse, ISBN 978-3-401-45350-7 (von Annett Stütze)
- 5: Für Leseanfänger: Hexe Lilli – Das Geheimnis der Dinosaurier, ISBN 978-3-401-45359-0 (von Annett Stütze)
- 6: Für Leseanfänger: Hexe Lilli bei den starken Rittern, ISBN 978-3-401-45360-6 (von Annett Stütze)